# Andante en allegro molto in f mineur voor strijkkwintet
Andante en allegro molto in f mineur voor strijkkwintet is een compositie van Niels Gade. Het is een zogenaamde jeugdcompositie, want Gade was nog in opleiding als componist. Hij had toen nog wilde haren want week af van de normale bezetting voor een strijkkwintet. In plaats van twee violen, twee altviolen en een cello, schreef hij het werk voor twee violen, een altviool en twee celli. Onderzoekers hebben niet kunnen achterhalen of Gade al een dergelijk werk in die samenstelling had zien spelen. Men vermoedt van wel, maar onzekerheid blijft of het niet gewoon een probeersel van een jonge componist was. 
Het werk werd nooit gepubliceerd. Opnamen zijn er wel van het werk. Die zijn meestal gecombineerd met ander vroeg werk of in combinatie bij zijn latere Strijkkwintet.